# 黑虎庙乡
黑虎庙乡是中国山东省济宁市梁山县下辖的一个乡。

## 行政区划
黑虎庙乡下辖黑虎庙村、河西村、西小吴村、毛庄村、师庄村、祝庄村、黑北村、义和村、程那里村、吴楼村、于楼村、东郭村、包那里村、吕那里村、杨桥村、西张庄村、姚垓村、闫集村。